# Borghetto (Valeggio sul Mincio)
Pour les articles homonymes, voir Borghetto.
Borghetto est un hameau (frazione) de la commune de Valeggio sul Mincio, dans la province de Vérone, en Vénétie (Italie).

## Géographie

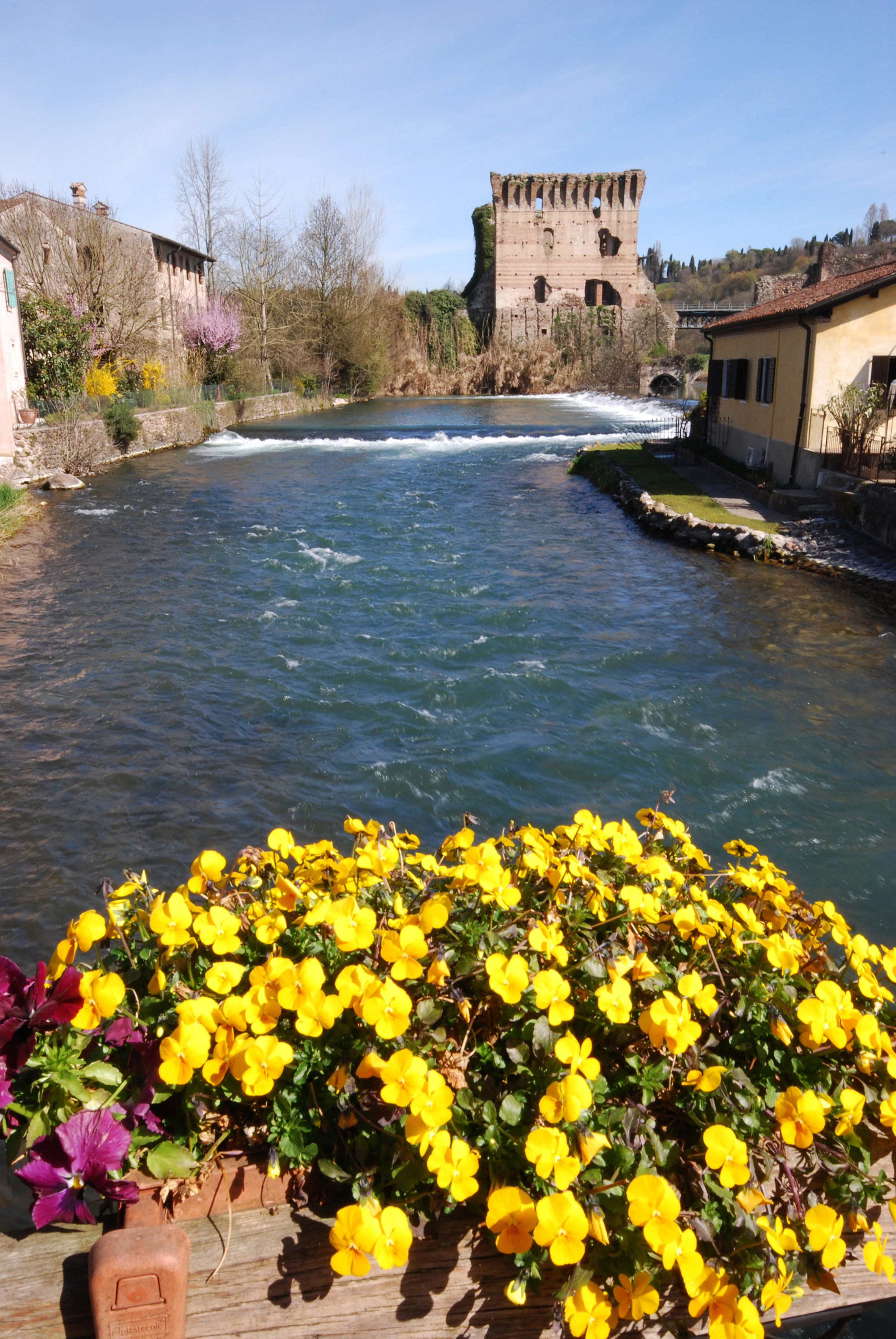
Vue de Borghetto

Borghetto est situé dans la vallée du Mincio, au pied du pont Visconti (it). Près de la ville s'élevait une gare de l'ancienne ligne de chemin de fer Mantoue - Peschiera (it). Une partie des emprises de cette ligne a été réutilisée pour la piste cyclable qui relie Mantoue à Peschiera del Garda, en longeant le cours du Mincio sur de longues portions.

## Histoire
Situé à l'emplacement d'un gué sur le Mincio connu depuis l'Antiquité, Borghetto a été au Moyen Âge le théâtre des luttes entre les Della Scala de Vérone et les Visconti de Milan, qui ont conduit à la construction de plusieurs monuments: le pont Visconti, le château Scaliger (it) et l'ensemble fortifié du Serraglio (it). Une charte datée de 1271 met en évidence que le fief de Borghetto appartenait aux templiers au XIIIe siècle.
Le XVIIe siècle a vu le passage des armées françaises au cours de la guerre de Succession d'Espagne.
Le 30 mai 1796, Bonaparte y défait les Autrichiens lors de la bataille de Borghetto.
Au cours du XIXe siècle, ce point de passage important sur le Mincio est impliqué à des degrés divers dans les guerres de la période du Risorgimento.
En 1954, Luchino Visconti y tourne quelques scènes de son film Senso, près du pont en bois sur le Mincio.
La ville a vu depuis les années 1990 un intense travail de restauration des maisons de chaque côté du Mincio, dont plusieurs ont été transformés en lieux publics.

## Monuments et lieux d'intérêt
Outre le pont Visconti, les monuments caractéristiques de Borghetto sont les moulins à eau, dont certains ont vu leur roue restaurée et ont été remis en état de marche, et l'église dédiée à saint Marc l'Évangéliste.

## Culture

### Personnalités nées à Borghetto
- Ivana Spagna, chanteuse italienne, est née et a passé son enfance à Borghetto

### Événements
- « Fête du Nœud d'Amour » (it. Festa del Nodo d'Amore) : le troisième mardi de juin, une table de 650 mètres de long est dressée sur le pont Visconti, et des tortellini (spécialité de Valeggio) sont servis à plus de 4 000 personnes. Cet événement figure dans le livre Guinness des records.